# Sebastian Schilde
Sebastian Schilde (művésznevein Sebastien, Bastian Van Shield, illetve Nacho) (Lipcse, 1985. július 11. –) német zenei producer, zeneszerző, kiadóvezető. 2019-től 2022-ig a Scooter tagja.

## Élete
1985-ben született Lipcsében. Az érettségit követően először az Edeka bolthálózatnál dolgozott, majd biztosítási alkusznak állt. Eközben kezdett el DJ-ként is dolgozni, valamint saját dalokat is írt, amelyek csak kisebb sikereket arattak.
Első dalait house stílusban készítette, melyekkel kisebb sikereket ért el. Első igazi sikere Moby "Almost Home" című dalából készített remixe volt, valamint a Wamdue Project "King of My Castle" című számának remixe: ez utóbbi a Beatport House Charts TOP10-es listáján is szerepelt több hétig. Később Sebastian, Bastian Van Shield, majd Nacho neveken is alkotott, valamint 2018-ban a JACKHAD nevű duban is. Először az Armada Music kínált neki szerződést, majd 2018-ban a Kontor Records is leigazolta őt, mint háttérproducer.
2019 márciusától kezdve 2022 novemberéig a Scooter teljes jogú harmadik tagja volt, Etnik Zararit váltotta. Amíg tag volt, tizenkét kislemez jelent meg, egy nagylemez ("God Save The Rave"), és egy élő fellépést tartalmazó kiadvány ("I Want You To Stream"). Elmondása szerint a kilépéséhez vezető okok egyáltalán nem zenei, hanem magánéleti természetűek voltak: a család mellett egyre nehezebben ment számára az állandó turnézás és munka, amellett konfliktusok támadtak amiatt is, hogy H.P. Baxxter a banda többi tagjával szemben nem megfelelő bánásmódot tanúsított. 2022 októberében ő maga mondott fel, és bár ajánlottak neki a jövőre nézve jobb feltételeket, mivel ez azzal járt volna, hogy a saját magának írt zenéit át kellett volna adnia a Scooternek és másnak sem írthatott volna a jövőben semmit, ezt nem fogadta el, mire a szerződéséből hátralévő két koncertre már nem is engedték, hogy elmenjen. Utolsó dalötlete, a "Ten Feet" a két évvel később megjelent "Open Your Mind And Your Trousers" albumra került fel.
Azóta jobbára mások számára ír dalokat (Le Shuuk, Ava Crown), néha saját néven is (R3dlight), illetve Lofi Village néven egy ambient projektje is van.
Sebastian a Borussia Dortmund csapatának szurkolója. 2010-ben megnősült, felesége táncoktató, két gyerekük van.

## Diszkográfia
Ebben a felsorolásban csak a saját szerzemények szerepelnek, a remixek nem.

### Sebastien néven
- Jared & Sebastien – The Work That EP (2011. október 14.)
- High On You (2015. április 2.)
- Music In You (2016. január 5.)
- Escape (2016. március 28.)
- Gold (2016. június 17.)
- Infinity (2016. október 25.)
- When It's Over (2016. december 9.)
- Afterlight (2017. május 19.)
- Good For Your Souls (2017. szeptember 1.)
- One People (feat. Gizmo Varillas) (2018. április 22.)
- Give It Up For U (2018. január 5.)
- San Brí San Kont (2019. február 26.)
- Return To The Classics (2020. április 3.)
- Where You Lay Down (2023. március 24.)

### Bastian Van Shield néven
- Hard Babes (2008. május)
- With Dust (2009. július 17.)
- Rocka EP (2009. július 24.)
- At Work (2009. szeptember 11.)
- Acid Rocka EP (2009. november 13.)
- Get Low (2009. december 22.)
- Rock & Roll (2010. április 18.)
- Yves Was Here (2010. május 31.)
- Billie Was Here (2010. december 16.)
- Unsay Goodbye (2011. február 18.)
- Mundo Samba (2011. március 11.)
- The Empire (2011. április 20.)
- You're Not Alone (2011)
- Nobody (2011. szeptember 2.)
- Terminal (2011. október 31.)
- Phantom (2012. május 14.)
- Look At You (feat. Baby Brown) (2012. szeptember 28.)
- Two Faced (2012. november 16.)
- Bach Ke (2013. szeptember 23.)
- A Part of Me (album) (2013. szeptember 27.)
- Cantina (2017. április 10.)

### JACKHAD néven
- Get Money (2018. március 9.)
- Jungle Demon (2018. május 4.)
- Throw Down (2018. június 15.)
- How You Mean (2018. július 27.)
- AUVC (2018. december 21.)

### Nacho néven
- Try (2016. december 2.)
- I Wanna Run (2018. április 6.)
- By Your Side (2018. július 6.)
- Crash & Down (2019. február 15.)
- Frobe & Nacho – Stand Up (2020. február 28.)

### Lofi Village néven
- Snap (2023. február 17.)
- Go Solo (2023. március 3.)
- Another Love (2023. március 17.)
- Anymore (2023. március 31.)
- Baltic Paris (2023. április 14.)
- Welcome To Lofi Village (album) (2023. április 28.)
- Napping Lines (2023. június 30.)
- Time For School (2023. július 7.)
- New Friends E.P. Vol.1. (2023. szeptember 1.)
- Little Walk (2023. szeptember 15.)
- Not A Good Day (2023. szeptember 29.)
- New Friends E.P. Vol.2. (2023. október 13.)
- Dinner With Friends (2023. október 27.)
- The First Date (2023. november 10.)
- BreatheSilence (2023. november 24.)
- Rainy Monday (2023. december 8.)
- Candlelight Dinner (2024. február 23.)
- Warm Chocolate (2024. március 1.)
- Home Sweet Home (2024. március 8.)
- Summer Holidays (2024. július 26.)

### Le Shuuk neve alatt
- Le Shuuk – Sandmann (2020. január 10.)
- Le Shuuk vs. Jerome – You & Me (2020. április 3.)
- Le Shuuk – Kunterbunt (2021. november 12.)
- Le Shuuk – Tears Don't Lie (2023. január 13.)
- Le Shuuk & R3dlight – Arcade (2023. április 1.)
- Le Shuuk – Konje (2023. augusztus 11.)
- Le Shuuk – High On Life (2023. szeptember 1.)
- Le Shuuk – Ong Diggi Dong (2023. október 27.)
- Le Shuuk – The Sun (2023. december 1.)
- Le Shuuk – Alegria (2023. december 29.)
- Azteck x Le Shuuk – C'est La Vie (2024. március 15.)
- Le Shuuk – Sará Perché Ti Amo (2024. május 2.)
- Gabry Ponte & Le Shuuk – Psychotek (2024. június 7.)
- Le Shuuk – Tamara (2024. július 5.)
- Le Shuuk feat. Kontra K – Nur Für Dich (2024. augusztus 30.)
- Le Shuuk & Dada Life – Fcking Life (2024. október 18.)

### Ava Crown neve alatt
- Ava Crown – Fly Away (2023. június 2.)
- Ava Crown – Sky (2023. szeptember 8.)
- Ava Crown & INVCTS – Unwritten (2023. szeptember 29.)
- Ava Crown – Otherside (2023. november 3.)
- Ava Crown – All Good Things (2023. december 2.)
- Ava Crown & Ykati – "La Luna" (2024. január 19.)
- Ava Crown x IZKO x Rebecca Helena – Oxygen (2024. február 16.)
- Ava Crown & Ceres – Leave The World Behind (L’Esperanza) (2024. március 8.)
- Ava Crown x ZANA x Jungle Jonsson – Forever Yours (2024. március 29.)
- Ava Crown – Out Of Control (2024. május 3.)
- Ava Crown x Kickbait x Lietru – Sanctuary (Tell It To My Heart) (2024. május 31.)
- Ava Crown – Bubblegum Bitch (2024. szeptember 27.)

### Más néven
- Bastian Schilde – Funk! EP (2007. február)
- Grissom & Stokes – I Get A Rush (2007. október 17.)
- Grissom & Stokes – Time (2008. május 6.)
- Reen & Magun – Fading Away (2012. november 30.)
- Reen – Blackout (2012. december 14.)
- Reen & Magun – Storm (2013. július 26.)
- The Hitmen – Neverending Light (2017) – íróként
- Calmani & Grey – Time Of Our Lives (2018. október 19.)
- R3dlight – Bachke (2023. január 20.)
- R3dlight – Hellfighter (2023. március 3.)
- R3dlight – Cappinboy (2023. május 26.)
- R3dlight – Renegade (2023. július 21.)
- OBS & HBz – It Goes Like (2023. október 1.)